# Nancy Tatum
Nancy Tatum (25 de agosto de 1931, Memphis, Tennessee) es una soprano norteamericana cuya breve carrera se extendió entre 1963 y 1980.
Estudió voz con Zelma Lee Thomas, Samuel Margolis, y su marido Wiley Tatum debutando en 1963 como Aida en Saarbrücken.  Ese año ganó el certamen internacional de Sofia, Bulgaria.
En 1966 debutó en La Scala como Senta en Der Fliegende Holländer de Wagner dirigida por Wolfgang Sawallisch, ese mismo año cantó en el Teatro Colón la Odabella de "Attila".
En 1969 debutó en la Opera de San Francisco como Leonora en "La forza del destino" junto a Carlo Bergonzi e Ingvar Wixell y en 1974 como Turandot junto a Franco Corelli en el Metropolitan Opera House de Nueva York. El año siguiente canto el mismo papel en la New York City Opera.
Acompañó a Elena Suliotis como Adalgisa en Norma de Bellini en Carnegie Hall en noviembre de 1967, una función recordada por serios problemas entre ellas y que fue abucheada por los asistentes
Su repertorio incluyó Santuzza, Donna Anna, Amelia en "Un ballo in Maschera", Lady Macbeth,, Abigaille en "Nabucco", Desdemona en "Otello", La Gioconda, Tosca, Turandot, "Ariadne auf Naxos", "Die Frau ohne Schatten", Sieglinde, Kundry y a Elisabeth y Venus en "Tannhäuser".
Su carrera la llevó a Viena, Bruselas, Montreal, Vancouver, Bordeaux, Lyon, Marseille, Nancy, Nice, Paris, Rouen, Strasbourg, Toulouse, Berlin, Bonn, Essen, Hamburg, Mannheim, Munich, Stuttgart, Ámsterdam, Budapest, Parma, Bucharest, Geneva, Zúrich, Zagreb, Cincinnati, Dallas, Hartford, Houston, Memphis, Minneapolis, Pittsburgh y San Antonio.
Su única grabación comercial fue en 1965 con un LP de arias dirigido por Argeo Quadri